# AltaGas
AltaGas est une entreprise canadienne de transport et de distribution de gaz naturel, basée à Calgary.

## Histoire
En janvier 2017, AltaGas annonce l'acquisition de WGL et de sa filiale Washington Gas, présents autour de la ville de Washington DC pour 6,42 milliards de dollars.